# Права ЛГБТ в Брунее
Лесбиянки, геи, бисексуалы и трансгендеры (ЛГБТ) в Брунее сталкиваются с правовыми проблемами, с которыми не сталкиваются жители, не относящиеся к ЛГБТ. Гомосексуальность в Брунее запрещена законом. Сексуальные отношения между мужчинами наказываются смертью или поркой; секс между женщинами наказывается тростью или тюремным заключением. В 2019 году султанат ввел мораторий на смертную казнь, который действовал по состоянию на май 2022 года; мораторий может быть отменен в любое время.
Международная организация OutRight Action International охарактеризовала Бруней как «страну с наиболее тревожным состоянием прав ЛГБТ в Юго-Восточной Азии». ЛГБТ-жители Брунея чувствуют необходимость очень скрытно говорить о своей сексуальной ориентации.
Брунейский проект, созданный в 2015 году, направлен на продвижение прав человека, включая свободу вероисповедания, свободу слова и права ЛГБТ в Брунее через социальные сети. В 2016 году группа организовала частное мероприятие сообщества, отметив первый в Брунее «Международный день борьбы с гомофобией».

## Законность однополых сексуальных отношений
До принятия действующего закона гомосексуальный акт считался незаконным и карался лишением свободы сроком до 10 лет, даже если он был частным и по обоюдному согласию. В 2014 году Бруней объявил, что начнёт вводить законы шариата. Планировалось, что он будет введен в действие 3 апреля 2019 года. Американский актёр Джордж Клуни написал открытое письмо с призывом бойкотировать отели султана Брунея, в том числе The Beverly Hills Hotel и Hotel Bel-Air.
Когда было объявлено о переходе к законам шариата, Организация Объединённых Наций призвала Бруней пересмотреть свои законы в этой области, которые многие средства массовой информации назвали «средневековыми», «нецивилизованными» и «возвращением в каменный век». Их введение в действие было отложено до апреля 2019 года, после того как султан заявил, что эти законы следует рассматривать как «особое указание» от Бога. Сексуальные отношения между женатыми мужчинами наказываются смертной казнью через побиение камнями, если они признаются в этом или были замечены четырьмя очевидцами, 1 годом тюремного заключения или 100 ударами плетью для неженатых мужчин. Сексуальные отношения между женщинами также будут наказываться либо 40 ударами тростью, либо максимальным сроком тюремного заключения в 10 лет.
Международные правозащитники рекомендовали представителям ЛГБТ, а также христианскому и буддийскому меньшинствам сохранять осторожность в стране. Любой, кого поймают за «порочащим имидж ислама», подвергается суровому наказанию.
В мае 2019 года, после широкого международного осуждения и внимания СМИ, правительство Брунея распространило мораторий на смертную казнь на шариатский уголовный кодекс, чтобы положения кодекса о смертной казни через побивание камнями не приводились в исполнение. Мораторий может быть отменен султанатом в любое время, что позволит начать применение смертной казни.

## Гендерная идентичность и самовыражение
В Брунее не разрешается менять имя или пол в официальных документах. Операции по изменению пола не разрешены.
11 марта 2015 года государственный служащий был оштрафован на 1000 брунейских долларов в соответствии с постановлением шариатского уголовного кодекса за переодевание.

## Условия жизни
ЛГБТ-сообщество в Брунее очень скрытное. Брунейское общество склонно ассоциировать гомосексуальность с «женоподобными мужчинами».
В 2011 году ученые Университета Брунея провели официальное исследование геев в Брунее. Исследование показало, как они предпочитают молчать и скрывать свою сексуальную ориентацию. Исследователи смогли найти только 29 ЛГБТ-респондентов, некоторые из которых были иностранцами. По состоянию на 2020 год общая численность населения страны составляла 460 345 человек.

## Отчет Государственного департамента США за 2017 год
В 2017 году Государственный департамент США сообщил следующее о статусе прав ЛГБТ в Брунее: 
Акты насилия, дискриминации и другие злоупотребления по признаку сексуальной ориентации и гендерной идентичности
Светское законодательство предусматривает уголовную ответственность за «плотское сношение против порядка природы». В июле в главу 22 Уголовного кодекса были внесены поправки, увеличивающие минимальный срок наказания за такое плотское сношение до 20—50 лет лишения свободы. Поправка в первую очередь применялась в случаях изнасилования или насилия над ребенком, когда и нападавший, и жертва являются мужчинами, поскольку действующий закон распространяется только на нападение мужчины на женщину. SPC запрещает «ливат» (анальный половой акт) между мужчинами или между мужчиной и женщиной, которая не является его женой. В случае его реализации этот закон будет предусматривать смертную казнь через побивание камнями. SPC также запрещает мужчинам переодеваться в женщин или женщинам переодеваться в мужчин «без уважительной причины» или «в аморальных целях». В течение года не было известно ни одного случая осуждения.

Представители сообщества лесбиянок, геев, бисексуалов, трансгендеров и интерсексуалов (ЛГБТИ) сообщили о неофициальной и общественной дискриминации при трудоустройстве в государственных и частных организациях, в сфере жилья, отдыха, а также при получении услуг, включая образование, от государственных структур. Представители ЛГБТИ сообщили о запугивании со стороны полиции, включая угрозы предать гласности их сексуальную ориентацию, помешать им получить государственную работу или запретить выпуск из государственных учебных заведений. Представители ЛГБТИ-сообщества сообщили, что правительство следит за их деятельностью и общением. Мероприятия на тему ЛГБТИ подпадали под ограничения на собрания и выражение мнения. Представители ЛГБТИ-сообщества сообщили, что правительство не выдает разрешений на проведение таких мероприятий.

## Сводная таблица
| Однополые сексуальные отношения законны                                                                          | Наказание: смерть через побивание камнями (мораторий), до 10 лет тюрьмы, порка и штрафы. |
| Равный возраст согласия                                                                                          | No                                                                                       |
| Антидискриминационное законодательство в сфере занятости                                                         | No                                                                                       |
| Антидискриминационное законодательство в сфере предоставления товаров и услуг                                    | No                                                                                       |
| Антидискриминационное законодательство во всех других областях (включая косвенную дискриминацию, язык ненависти) | No                                                                                       |
| Однополые браки                                                                                                  | No                                                                                       |
| Признание однополых пар                                                                                          | No                                                                                       |
| Усыновление приемных детей однополыми парами                                                                     | No                                                                                       |
| Совместное усыновление однополыми парами                                                                         | No                                                                                       |
| Усыновление одинокими людьми независимо от сексуальной ориентации                                                | No                                                                                       |
| ЛГБТ-людям разрешено служить в армии                                                                             | No                                                                                       |
| Право на смену юридического пола                                                                                 | Законы, запрещающие мужчинам переодеваться в женщин и наоборот.                          |
| Доступ к ЭКО для лесбиянок                                                                                       | No                                                                                       |
| Автоматическое признание родительских прав обоих супругов после рождения ребенка                                 | No                                                                                       |
| Коммерческое суррогатное материнство для гей-пар                                                                 | No                                                                                       |
| МСМ разрешено сдавать кровь                                                                                      | [ 6 ] [ 22 ]                                                                             |